# Nyctemera latimargo
Nyctemera latimargo là một loài bướm đêm thuộc phân họ Arctiinae, họ Erebidae.